# Paul Christiano
Paul Christiano est un chercheur américain en intelligence artificielle (IA), spécialisé en alignement des intelligences artificielles (un sous-domaine de la recherche sûreté de l'IA visant à orienter les systèmes d'IA vers les intérêts humains). Il dirigeait auparavant l'équipe d'alignement des modèles de langage d'OpenAI. Il est depuis 2021 le dirigeant fondateur du Alignment Research Center, un organisme à but non lucratif qui travaille sur l'alignement théorique de l'IA et l'évaluation des modèles d'apprentissage automatique,.

## Biographie

### Études
En 2012, Christiano est diplômé du MIT avec un diplôme en mathématiques. Au MIT, il a étudié les structures de données, la cryptographie quantique et l'optimisation combinatoire.

### Carrière
À OpenAI, Christiano a coécrit l'article « Deep Reinforcement Learning from Human Preferences » (L'apprentissage par renforcement profond à partir de préférences humaines, 2017) et d'autres travaux développant l'apprentissage par renforcement à partir de rétroaction humaine (Reinforcement learning from human feedback, RLHF en anglais),. Cette technique, utilisée pour l'entraînement de ChatGPT et d'autres modèles de langage, permet d'apprendre à partir des préférences humaines subjectives, plutôt que de fonctions d'objectif qui peuvent être de mauvais indicateurs des intérêts humains,. D'autres travaux tels que « AI safety via debate » (La sûreté de l'IA par le débat, 2018) se concentrent sur le problème de la surveillance évolutive - superviser les IAs dans des domaines où les humains auraient du mal à juger de la qualité des contenus générés,,.
Christiano a quitté OpenAI en 2021 pour travailler sur des questions plus conceptuelles et théoriques dans l'alignement de l'IA, et a ensuite fondé le Alignment Research Center pour se concentrer sur ce domaine. Il étudie notamment comment faire pour que les modèles avancés d'IA répondent au mieux de leurs connaissances, même lorsque les humains sont incapables d'en juger (« Eliciting Latent Knowledge », ELK),.
Christiano est connu pour ses opinions sur les risques potentiels liés à l'IA. Dans une interview de 2023, il estime personellement être de 10 à 20% la probabilité pour que l'IA prenne le contrôle du monde en éliminant beaucoup ou la plupart des humains. Il a également estimé subjectivement à 46% la probabilité pour que le futur de l'humanité soit irréversiblement ruiné (cf. risque existentiel) moins de 10 ans après la création d'IAs puissantes.